# Camila Jiménez
Camila Jiménez (* 12. Juli 2004) ist eine bolivianische Leichtathletin, die sich auf den Mehrkampf spezialisiert hat.

## Sportliche Laufbahn
Erste internationale Erfahrungen sammelte Camila Jiménez im Jahr 2020, als sie bei den erstmals ausgetragenen Hallensüdamerikameisterschaften in Cochabamba in 9,65 s den sechsten Platz im 60-Meter-Hürdenlauf belegte. Im Jahr darauf belegte sie bei den U20-Südamerikameisterschaften in Lima mit 4181 Punkten den vierten Platz im Siebenkampf und auch bei den U18-Südamerikameisterschaften in Encarnación wurde sie mit 4417 Punkten Vierte. 2022 gewann sie dann bei den Hallensüdamerikameisterschaften in Cochabamba mit 3202 Punkten die Silbermedaille im Fünfkampf hinter der Brasilianerin Raiane Vasconcelos und belegte in 9,19 s den sechsten Platz über 60 Meter Hürden. Im Jahr darauf belegte sie bei den U20-Südamerikameisterschaften in Bogotá in 14,70 s den vierten Platz über 100 Meter Hürden und gelangte im Weit- und Dreisprung mit 5,68 m bzw. 11,70 m jeweils auf den achten Platz. Zudem belegte sie mit der 4-mal-100-Meter-Staffel in 48,04 s den fünften Platz und erreichte mit der 4-mal-400-Meter-Staffel mit 3:58,98 min ebenfalls Rang fünf. Anschließend schied sie bei den U20-Panamerikameisterschaften in Mayagüez mit 15,08 s im Vorlauf über 100 Meter Hürden aus und belegte im Weitsprung mit 5,59 m den siebten Platz. 2024 belegte sie bei den Hallensüdamerikameisterschaften in Cochabamba mit 3311 Punkten den fünften Platz im Fünfkampf. Zudem gelangte sie über 60 Meter Hürden mit 9,24 s auf den fünften Platz.
In den Jahren 2021 und 2022 wurde Jiménez bolivianische Meisterin im Siebenkampf sowie 2022 auch im Weitsprung und 2022 und 2023 im 100-Meter-Hürdenlauf. Zudem wurde sie 2024 Hallenmeisterin im 60-Meter-Hürdenlauf sowie im Fünfkampf.

## Persönliche Bestleistungen
- 100 m Hürden: 14,47 s (+1,1 m/s), 3. Juni 2023 in Cochabamba (bolivianischer Rekord)
  - 60 m Hürden (Halle): 9,12 s, 6. Februar 2022 in Cochabamba
- Weitsprung: 5,86 m (−0,5 m/s), 4. Juni 2023 in Cochabamba
- Dreisprung: 11,76 m (0,0 m/s), 30. April 2023 in Cochabamba
- Siebenkampf: 4306 Punkte, 30. April 2023 in Cochabamba
  - Fünfkampf (Halle): 3311 Punkte, 27. Januar 2024 in Cochabamba (bolivianischer Rekord)